# Formula 1 sezona 1969
Sezona Formule 1 1969 je bila dvajseta sezona svetovnega prvenstva Formule 1 pod okriljem FIE. Začela se je 1. marca 1969 z dirko za Veliko nagrado Južne Afrike, končala pa 19. oktobra 1969 z enajsto dirko sezone za Veliko nagrado Mehike. Dirkaški naslov je osvojil Britanec Jackie Stewart, moštvenega pa Matra.

## Dirkači in moštva
Naslednja moštva in dirkači so sodelovali v svetovnem prvenstvu Formule 1 v sezoni 1969.
| Moštvo                                                | Konstruktor    | Šasija         | Motor                                           | Gume | Dirkač (-a/-i)       | Nastopi      |
| ----------------------------------------------------- | -------------- | -------------- | ----------------------------------------------- | ---- | -------------------- | ------------ |
| Gold Leaf Team Lotus                                  | Lotus          | 49B 63         | Ford Cosworth DFV 3.0 V8                        | F    | Graham Hill          | Vsi          |
| Gold Leaf Team Lotus                                  | Lotus          | 49B 63         | Ford Cosworth DFV 3.0 V8                        | F    | Jochen Rindt         | 1-2, 4-11    |
| Gold Leaf Team Lotus                                  | Lotus          | 49B 63         | Ford Cosworth DFV 3.0 V8                        | F    | Mario Andretti       | 1, 4, 7, 10  |
| Gold Leaf Team Lotus                                  | Lotus          | 49B 63         | Ford Cosworth DFV 3.0 V8                        | F    | Richard Attwood      | 3            |
| Gold Leaf Team Lotus                                  | Lotus          | 49B 63         | Ford Cosworth DFV 3.0 V8                        | F    | John Miles           | 5-6, 8-9, 11 |
| Rob Walker/Jack Durlacher Racing Team                 | Lotus          | 49B            | Ford Cosworth DFV 3.0 V8                        | F    | Jo Siffert           | Vsi          |
| Bruce McLaren Motor Racing                            | McLaren        | M7A M7C M9A    | Ford Cosworth DFV 3.0 V8                        | G    | Denny Hulme          | Vsi          |
| Bruce McLaren Motor Racing                            | McLaren        | M7A M7C M9A    | Ford Cosworth DFV 3.0 V8                        | G    | Bruce McLaren        | Vsi          |
| Bruce McLaren Motor Racing                            | McLaren        | M7A M7C M9A    | Ford Cosworth DFV 3.0 V8                        | G    | Derek Bell           | 6            |
| Matra International (Tyrrell Racing)                  | Matra          | MS10 MS80 MS84 | Ford Cosworth DFV 3.0 V8                        | D    | Jackie Stewart       | Vsi          |
| Matra International (Tyrrell Racing)                  | Matra          | MS10 MS80 MS84 | Ford Cosworth DFV 3.0 V8                        | D    | Jean-Pierre Beltoise | Vsi          |
| Matra International (Tyrrell Racing)                  | Matra          | MS10 MS80 MS84 | Ford Cosworth DFV 3.0 V8                        | D    | Johnny Servoz-Gavin  | 8-11         |
| Matra International (Tyrrell Racing)                  | Matra          | MS7            | Ford Cosworth FVA 1.6 L4                        | D    | Johnny Servoz-Gavin  | 7            |
| Scuderia Ferrari SpA SEFAC North American Racing Team | Ferrari        | 312            | Ferrari 255C 3.0 V12                            | F    | Chris Amon           | 1-8, 10-11   |
| Scuderia Ferrari SpA SEFAC North American Racing Team | Ferrari        | 312            | Ferrari 255C 3.0 V12                            | F    | Pedro Rodríguez      | 6-11         |
| Scuderia Ferrari SpA SEFAC North American Racing Team | Ferrari        | 312            | Ferrari 255C 3.0 V12                            | F    | Tino Brambilla       | 8            |
| Owen Racing Organisation                              | BRM            | P138 P133 P139 | BRM P142 3.0 V12                                | D    | John Surtees         | 1-4, 6-11    |
| Owen Racing Organisation                              | BRM            | P138 P133 P139 | BRM P142 3.0 V12                                | D    | Jackie Oliver        | 1-4, 6-11    |
| Owen Racing Organisation                              | BRM            | P138 P133 P139 | BRM P142 3.0 V12                                | D    | Bill Brack           | 9            |
| Owen Racing Organisation                              | BRM            | P138 P133 P139 | BRM P142 3.0 V12                                | D    | George Eaton         | 10-11        |
| Reg Parnell Racing                                    | BRM            | P126           | BRM P142 3.0 V12                                | G    | Pedro Rodríguez      | 1-3          |
| Motor Racing Developments Ltd                         | Brabham        | BT26A BT26     | Ford Cosworth DFV 3.0 V8                        | G    | Jack Brabham         | 1-5, 8-11    |
| Motor Racing Developments Ltd                         | Brabham        | BT26A BT26     | Ford Cosworth DFV 3.0 V8                        | G    | Jacky Ickx           | Vsi          |
| Motor Racing Developments Ltd                         | Brabham        | BT26A BT26     | Ford Cosworth DFV 3.0 V8                        | G    | Dan Gurney           | 6            |
| Team Gunston                                          | Lotus Brabham  | 49 BT24        | Ford Cosworth DFV 3.0 V8 Repco 620 3.0 V8       | D F  | John Love            | 1            |
| Team Gunston                                          | Lotus Brabham  | 49 BT24        | Ford Cosworth DFV 3.0 V8 Repco 620 3.0 V8       | D F  | Sam Tingle           | 1            |
| Team Lawson                                           | McLaren        | M7A            | Ford Cosworth DFV 3.0 V8                        | D    | Basil van Rooyen     | 1            |
| Jack Holme                                            | Brabham        | BT20           | Repco 620 3.0 V8                                | G    | Peter de Klerk       | 1            |
| Frank Williams Racing Cars                            | Brabham        | BT26A          | Ford Cosworth DFV 3.0 V8                        | D    | Piers Courage        | 2-11         |
| Frank Williams Racing Cars                            | Brabham        | BT30           | Ford Cosworth FVA 1.6 L4                        | D    | Richard Attwood      | 7            |
| Antique Automobiles                                   | Cooper McLaren | T86B M7B       | Maserati 10/F1 3.0 V12 Ford Cosworth DFV 3.0 V8 | G    | Vic Elford           | 3-7          |
| Silvio Moser Racing Team                              | Brabham        | BT24           | Ford Cosworth DFV 3.0 V8                        | G    | Silvio Moser         | 3-5, 8-11    |
| Mike Costin                                           | Cosworth       | 1              | Ford Cosworth DFV 3.0 V8                        | D    | Trevor Taylor        | 6            |
| Ecurie Bonnier                                        | Lotus          | 63 49B         | Ford Cosworth DFV 3.0 V8                        | F    | Joakim Bonnier       | 6-9          |
| Ahrens Racing Team                                    | Brabham        | BT30           | Ford Cosworth FVA 1.6 L4                        | D    | Kurt Ahrens          | 7            |
| Roy Winkelmann Racing                                 | Lotus          | 59B            | Ford Cosworth FVA 1.6 L4                        | F    | Hans Herrmann        | 7            |
| Roy Winkelmann Racing                                 | Lotus          | 59B            | Ford Cosworth FVA 1.6 L4                        | F    | Rolf Stommelen       | 7            |
| Bayerische Motoren Werke AG                           | BMW            | 269            | BMW M12/1 1.6 L4                                | D    | Hubert Hahne         | 7            |
| Bayerische Motoren Werke AG                           | BMW            | 269            | BMW M12/1 1.6 L4                                | D    | Gerhard Mitter       | 7            |
| Bayerische Motoren Werke AG                           | BMW            | 269            | BMW M12/1 1.6 L4                                | D    | Dieter Quester       | 7            |
| Matra Sports                                          | Matra          | MS7            | Ford Cosworth FVA 1.6 L4                        | D    | Henri Pescarolo      | 7            |
| Tecno Racing Team                                     | Tecno          | TF69           | Ford Cosworth FVA 1.6 L4                        | D    | François Cevert      | 7            |
| Squadra Tartaruga                                     | Brabham        | BT23C          | Ford Cosworth FVA 1.6 L4                        | F    | Xavier Perrot        | 7            |
| Felday Engineering Ltd                                | Brabham        | BT30           | Ford Cosworth FVA 1.6 L4                        | F    | Peter Westbury       | 7            |
| Falken Racing                                         | Cooper         | T86B           | Maserati 10/F1 3.0 V12                          | G    | Tony Lanfranchi      | 9            |
| Pete Lovely Volkswagen Inc.                           | Lotus          | 49B            | Ford Cosworth DFV 3.0 V8                        | F    | Pete Lovely          | 9-11         |
| Paul Seitz                                            | Brabham        | BT23B          | Climax FPF 2.8 L4                               | D    | John Cordts          | 9            |
| John Maryon                                           | Eagle          | T1F            | Climax FPF 2.8 L4                               | F    | Al Pease             | 9            |

- Roza ozadje označuje nastope z dirkalniki Formule 2.

## Rezultati

### Velike nagrade
| Št | Ime                             | Datum         | Dirkališče         | Zmagovalec     | Zmag. moštvo | Poročilo |
| -- | ------------------------------- | ------------- | ------------------ | -------------- | ------------ | -------- |
| 1  | Velika nagrada Južne Afrike     | 1. marec      | Kyalami            | Jackie Stewart | Matra-Ford   | Poročilo |
| 2  | Velika nagrada Španije          | 4. maj        | Montjuïc           | Jackie Stewart | Matra-Ford   | Poročilo |
| 3  | Velika nagrada Monaka           | 18. maj       | Monaco             | Graham Hill    | Lotus-Ford   | Poročilo |
| 4  | Velika nagrada Nizozemske       | 21. junij     | Zandvoort          | Jackie Stewart | Matra-Ford   | Poročilo |
| 5  | Velika nagrada Francije         | 6. julij      | Charade            | Jackie Stewart | Matra-Ford   | Poročilo |
| 6  | Velika nagrada Velike Britanije | 19. julij     | Silverstone        | Jackie Stewart | Matra-Ford   | Poročilo |
| 7  | Velika nagrada Nemčije          | 3. avgust     | Nürburgring        | Jacky Ickx     | Brabham-Ford | Poročilo |
| 8  | Velika nagrada Italije          | 7. september  | Monza              | Jackie Stewart | Matra-Ford   | Poročilo |
| 9  | Velika nagrada Kanade           | 20. september | Mosport Park       | Jacky Ickx     | Brabham-Ford | Poročilo |
| 10 | Velika nagrada ZDA              | 5. oktober    | Watkins Glen       | Jochen Rindt   | Lotus-Ford   | Poročilo |
| 11 | Velika nagrada Mehike           | 19. oktober   | Hermanos Rodriguez | Denny Hulme    | McLaren-Ford | Poročilo |

### Moštva
| Poz | Moštvo          | Šasija          | Motor               | Gume | Toč     | Zmage | Stopničke | Poli |
| --- | --------------- | --------------- | ------------------- | ---- | ------- | ----- | --------- | ---- |
| 1   | Matra-Ford      | MS10 MS80 MS84  | Ford Cosworth DFV   |      | 66      | 6     | 10        | 2    |
| 2   | Brabham-Ford    | BT26A           | Ford Cosworth DFV   |      | 49 (51) | 2     | 9         | 4    |
| 3   | Lotus-Ford      | 49B 63          | Ford Cosworth DFV   |      | 47      | 2     | 7         | 5    |
| 4   | McLaren-Ford    | M7A M7B M7C M9A | Ford Cosworth DFV   |      | 38 (40) | 1     | 5         |      |
| 5   | Ferrari         | 312/69          | Ferrari 255C        |      | 7       |       | 1         |      |
| 6   | BRM             | P133 P138 P139  | BRM P142            |      | 7       |       | 1         |      |
| 7   | Cooper-Maserati | T86B            | Maserati Tipo 10/F1 |      |         |       |           |      |
| 8   | Brabham-Repco   | BT20 BT24       | Repco 740           |      |         |       |           |      |
| 9   | Brabham-Climax  | BT23B           | Climax FPF          |      |         |       |           |      |
| 10  | Eagle-Climax    | T1G             | Climax FPF          |      |         |       |           |      |

### Dirkači
| Poz | Dirkač               | JAR | ŠPA | MON | NIZ | FRA | VB  | NEM | ITA | KAN | ZDA | MEH | Toč |
| --- | -------------------- | --- | --- | --- | --- | --- | --- | --- | --- | --- | --- | --- | --- |
| 1   | Jackie Stewart       | 1   | 1   | Ret | 1   | 1   | 1   | 2   | 1   | Ret | Ret | 4   | 63  |
| 2   | Jacky Ickx           | Ret | 6   | Ret | 5   | 3   | 2   | 1   | 10  | 1   | Ret | 2   | 37  |
| 3   | Bruce McLaren        | 5   | 2   | 5   | Ret | 4   | 3   | 3   | 4   | 5   | Ret | DNS | 26  |
| 4   | Jochen Rindt         | Ret | Ret |     | Ret | Ret | 4   | Ret | 2   | 3   | 1   | Ret | 22  |
| 5   | Jean-Pierre Beltoise | 6   | 3   | Ret | 8   | 2   | 9   | 12* | 3   | 4   | Ret | 5   | 21  |
| 6   | Denny Hulme          | 3   | 4   | 6   | 4   | 8   | Ret | Ret | 7   | Ret | Ret | 1   | 20  |
| 7   | Graham Hill          | 2   | Ret | 1   | 7   | 6   | 7   | 4   | 9   | Ret | Ret |     | 19  |
| 8   | Piers Courage        |     | Ret | 2   | Ret | Ret | 5   | Ret | 5   | Ret | 2   | 10  | 16  |
| 9   | Jo Siffert           | 4   | Ret | 3   | 2   | 9   | 8   | 11* | 8   | Ret | Ret | Ret | 15  |
| 10  | Jack Brabham         | Ret | Ret | Ret | 6   |     |     |     | Ret | 2   | 4   | 3   | 14  |
| 11  | John Surtees         | Ret | 5   | Ret | 9   |     | Ret | DNS | NC  | Ret | 3   | Ret | 6   |
| 12  | Chris Amon           | Ret | Ret | Ret | 3   | Ret | Ret |     |     |     |     |     | 4   |
| 13  | Pedro Rodriguez      | Ret | Ret | Ret |     |     | Ret |     | 6   | Ret | 5   | 7   | 3   |
| 14  | Vic Elford           |     |     | 7   | 10  | 5   | 6   | Ret |     |     |     |     | 3   |
| 15  | Richard Attwood      |     |     | 4   |     |     |     |     |     |     |     |     | 3   |
| 16  | Jackie Oliver        | 7   | Ret | Ret | Ret |     | Ret | Ret | Ret | Ret | Ret | 6   | 1   |
| 17  | Johnny Servoz-Gavin  |     |     |     |     |     |     |     |     | 6   | NC  | 8   | 1   |
| 18  | Silvio Moser         |     |     | Ret | Ret | 7   |     |     | Ret | Ret | 6   | 11  | 1   |
| 19  | Pete Lovely          |     |     |     |     |     |     |     |     |     | Ret | 9   | -   |
| 20  | Sam Tingle           | 8   |     |     |     |     |     |     |     |     |     |     | -   |
| 21  | Mario Andretti       | Ret |     |     |     |     |     | Ret |     |     | Ret |     | -   |
| 22  | Al Pease             |     |     |     |     |     |     |     |     | DSQ |     |     | -   |
| 23  | Bill Brack           |     |     |     |     |     |     |     |     | NC  |     |     | -   |
| 24  | Peter de Klerk       | NC  |     |     |     |     |     |     |     |     |     |     | -   |
| 25  | John Miles           |     |     |     |     | Ret | 10  |     | Ret | Ret |     | Ret | -   |
| 26  | Basil van Rooyen     | Ret |     |     |     |     |     |     |     |     |     |     | -   |
| 27  | Derek Bell           |     |     |     |     |     | Ret |     |     |     |     |     | -   |
| 28  | George Eaton         |     |     |     |     |     |     |     |     |     | Ret | Ret | -   |
| 29  | Jo Bonnier           |     |     |     |     |     | Ret | Ret |     |     |     |     | -   |
| 30  | John Cordts          |     |     |     |     |     |     |     |     | Ret |     |     | -   |
| 31  | John Love            | Ret |     |     |     |     |     |     |     |     |     |     | -   |
| Poz | Dirkač               | JAR | ŠPA | MON | NIZ | FRA | VB  | NEM | ITA | KAN | ZDA | MEH | Toč |

| Barva        | Rezultat                                         |
| ------------ | ------------------------------------------------ |
| Zlata        | Zmagovalec                                       |
| Srebrna      | Drugouvrščeni                                    |
| Bronasta     | Tretjeuvrščeni                                   |
| Zelena       | Uvrščen v točkah                                 |
| Modra        | Uvrščen izven točk                               |
| Vijolična    | Ni uvrščen (Ret)                                 |
| Rdeča        | Ni kvalificiran (DNQ) Ni predkvalificiran (DNPQ) |
| Črna         | Diskvalificiran (DSQ)                            |
| Bela         | Ni startal (DNS)                                 |
| Svetlo modra | Le treniral (PO)                                 |
| Svetlo modra | Petkov testni dirkač (TD)                        |
| Prazna       | Ni treniral (DNP)                                |
| Prazna       | Poškodovan (Inj)                                 |
| Prazna       | Izločen (EX)                                     |
| Prazna       | Ni prišel (DNA)                                  |
| Prazna       | Ni dirkal                                        |

## Druge pomembne dirke
Te dirke niso štele za naslov prvaka, vendar so vseeno imele kar velik pomen.
| Št | Ime                           | Dirkališče   | Datum      | Zmagovalec     | Zmag. moštvo     | Poročilo |
| -- | ----------------------------- | ------------ | ---------- | -------------- | ---------------- | -------- |
| 1  | IV Race of Champions          | Brands Hatch | 16. marec  | Jackie Stewart | Matra-Cosworth   | Poročilo |
| 2  | XXI BRDC International Trophy | Silverstone  | 30. marec  | Jack Brabham   | Brabham-Cosworth | Poročilo |
| 3  | III Gran Premio de Madrid     | Jarama       | 13. april  | Keith Holland  | Lola-Chevrolet   | Poročilo |
| 4  | XVI International Gold Cup    | Oulton Park  | 16. avgust | Jacky Ickx     | Brabham-Cosworth | Poročilo |